# 詹姆斯·麦凯布
詹姆斯·麦凯布（James McCabe，2003年7月5日—），是在菲律宾出生的澳大利亚男子网球运动员。
2022年澳大利亚网球公开赛上他搭档阿莱克斯·博尔特拿到了双打外卡。2024年他实现了巡回赛和大满贯单打首秀，他在2024年阿德莱德国际赛上作为幸运落败者进入正赛，他也拿到了2024年澳大利亚网球公开赛的男子单打外卡。

## 备注
1. 1 2  仅统计ATP巡回赛, 网球大满贯正赛和戴维斯杯、拉沃尔杯和奥运会